# سيستم دي
سيستم دي (بالإنجليزية: systemd)‏ هي مجموعة من العفاريت والمكتبات والأدوات المصممة لتكون منصة مركزية للإدارة والضبط لنظام تشغيل لينكس. يصفها مصمموها بأنها «لبنة بناء أساسية» لنظام التشغيل، يهدف systemd إلى إزاحة أنظمة التمهيد التقليدية المستخدمة في توزيعات لينكس، الموروثة من UNIX System V وتوزيعة برمجيات بيركلي. والاسم systemd يتفق مع طريقة يونكس في تمييز العفاريت بجعل الحرف d الحرف الأخير في اسم الملف.
صُمم للعمل على لينكس وبرمج خصيصًا لواجهة برمجة تطبيقات لينكس. وهو برنامج حر ومفتوح المصدر تحت رخصة جنو العمومية الصغرى (LGPL) الإصدارة 2.1 أو الأعلى منها.
تصميم ولد جدلًا ملحوظًا في مجتمع البرمجيات الحرة، إذ جادل النقاد بأن بنية systemd تخرق فلسفة يونكس وستؤدي في النهاية إلى نظام من اعتمادات متشابكة. ومع ذلك، اعتمدت معظم توزيعات لينكس الكبرى systemd وجعلته نظام init الافتراضي فيها.

## التبني
كما ذكر سابقاً هناك الكثير من توزيعات لينكس قد تبنت سيستم دي وضمّنته في حزم التثبيت الخاصة بها، من أمثلة ذلك ما يلي:
| اسم التوزيعة            | تاريخ الإضافة إلى مستودع البرمجيات | ممكّن بشكل تلقائي؟ | تاريخ الاطلاق كخيار تلقائي                     | من الممكن تشغيل التوزيعة بدونه؟            |
| ----------------------- | ---------------------------------- | ----------------- | ---------------------------------------------- | ------------------------------------------ |
| ألباين لينكس            | لا ينطبق (ليس في المستودع)         | لا                | لا ينطبق                                       | نعم                                        |
| أندرويد                 | لا ينطبق (ليس في المستودع)         | لا                | لا ينطبق                                       | نعم                                        |
| آرتش لينكس              | يناير ٢٠١٢                         | نعم               | اكتوبر ٢٠١٢                                    | لا                                         |
| antiX Linux             | لا ينطبق (ليس في المستودع)         | لا                | لا ينطبق                                       | نعم                                        |
| آرتكس لينكس             | لا ينطبق (ليس في المستودع)         | لا                | لا ينطبق                                       | نعم                                        |
| سينت أو إس              | يوليو ٢٠١٤                         | نعم               | يوليو ٢٠١٤ (الاصدار ٧.٠)                       | لا                                         |
| CoreOS                  | يوليو ٢٠١٣                         | نعم               | أكتوبر ٢٠١٣ (الإصدار ٩٤.٠.٠)                   | لا                                         |
| دبيان                   | ابريل ٢٠١٢                         | نعم               | ابريل ٢٠١٥ (الإصدار ٨.٠)                       | نعم                                        |
| ديفوان غنو/ لينكس       | لا ينطبق (ليس في المستودع)         | لا                | لا ينطبق                                       | نعم                                        |
| فيدورا لينكس            | نوفمبر ٢٠١٠ (الاصدار ١٤)           | نعم               | مايو ٢٠١١ (الاصدار ١٥)                         | لا                                         |
| جنتو لينكس              | يوليو ٢٠١١                         | لا                | لا ينطبق                                       | نعم                                        |
| نوبكس                   | لا ينطبق                           | لا                | لا ينطبق                                       | نعم                                        |
| لينكس مينت              | يونيو ٢٠١٦ (الإصدار ١٨.٠)          | نعم               | لا ينطبق                                       | نعم                                        |
| ماجيا                   | يناير ٢٠١١ (الإصدار ١.٠)           | نعم               | مايو ٢٠١٢ (الإصدار ٢.٠)                        | لا                                         |
| مانجارو لينكس           | نوفمبر ٢٠١٣                        | نعم               | نوفمبر ٢٠١٣                                    | لا                                         |
| أوبن سوزي               | مارس ٢٠١١ (الإصدار ١١.٤)           | نعم               | سبتمبر ٢٠١٢ (الإصدار ١٢.٢)                     | لا                                         |
| بارابولا جنو/لينكس-ليبر | يناير ٢٠١٢                         | اختياري           | لا ينطبق                                       | نعم                                        |
| ريد هات إنتربرايز لينكس | يونيو ٢٠١٤ (الإصدار ٧.٠)           | نعم               | يونيو ٢٠١٤ (الإصدار ٧.٠)                       | لا                                         |
| سلاكوير                 | لا ينطبق (ليس في المستودع)         | لا                | لا ينطبق                                       | نعم                                        |
| سولوس لينكس             | لا ينطبق                           | نعم               | لا ينطبق                                       | لا                                         |
| سورس ميج                | يونيو ٢٠١١                         | لا                | لا ينطبق                                       | نعم                                        |
| سوزه لينكس إنتربرايز    | اكتوبر ٢٠١٤ (الإصدار ١٢)           | نعم               | اكتوبر ٢٠١٤ (الإصدار ١٢)                       | لا                                         |
| أوبونتو                 | ابريل ٢٠١٣ (الإصدار ١٣.٠٤)         | نعم               | April 2015 (v15.04) ابريل ٢٠١٥ (الإصدار ١٥.٠٤) | أزيل كخيار إقلاع في ياكيتي (الأصدار ١٦.١٠) |
| فويد لينكس              | يونيو ٢٠١١، وأزيل في يونيو ٢٠١٥    | لا                | لا ينطبق                                       | نعم                                        |

## وصلات خارجية
- سيستم دي على موقع Open Hub (الإنجليزية)
- سيستم دي على موقع Free Software Directory (الإنجليزية)
- الصفحة الرسمية على freedesktop.org